# Rieux (Oise)
Rieux – miejscowość i gmina we Francji, w regionie Hauts-de-France, w departamencie Oise.
Według danych na rok 1990 gminę zamieszkiwało 1261 osób, a gęstość zaludnienia wynosiła 541 osób/km² (wśród 2293 gmin Pikardii Rieux plasuje się na 227. miejscu pod względem liczby ludności, natomiast pod względem powierzchni na miejscu 1103.).